# Isidore Bonnier de Layens
Isidore-Ernest-Joseph Bonnier de Layens, né à Lille le 8 décembre 1792 et mort à Paris le 20 août 1877, est un peintre français. Il a été conservateur du Palais des beaux-arts de Lille de 1828 à 1842.

## Biographie
Isidore (Ernest Joseph) Bonnier de Layens est le fils d'Édouard André Isidore Bonnier, seigneur de Layens (sur Bouvines), négociant, conseiller municipal, puis adjoint au maire de Lille et Félicité Ernestine de Faucompret. Il nait à Lille le 8 décembre 1792. 
Il étudie le dessin et la peinture auprès de François Watteau. 
Le 9 novembre 1819, il épouse à Lille Émélie Françoise Sophie Reynaert (1798-1876), fille de Jean François et de Sophie Félicité Mathon. Née à Lille le 17 janvier 1798, elle meurt à Paris le 29 décembre 1876L, à l'âge de 78 ans. Le couple va avoir quatre enfants. 
En 1820, il est nommé adjoint au conservateur du musée de peinture de Lille, Louis-Narcisse Jacops, marquis d'Aigremont, avant de prendre sa suite après la mort du conservateur en 1829. À ce titre, il organise les expositions artistiques de 1822, 1825 et 1834 à Lille. 
Il enseigne également la perspective de 1830 à 1835 aux écoles académiques de Lille.
En 1842, il quitte ses fonctions de conservateur et s'installe à Paris.

## Œuvres
- Vue de l'intérieur du musée de Lille lorsque les tableaux étaient placés dans la chapelle des Récollets, 1835, Palais des beaux-arts de Lille